# Simonita
La simonita és un mineral de la classe dels sulfurs.

## Característiques
La simonita és un sulfur de fórmula química TlHgAs₃S₆. Va ser aprovada com a espècie vàlida per l'Associació Mineralògica Internacional l'any 1982. Cristal·litza en el sistema monoclínic.
Segons la classificació de Nickel-Strunz, la simonita pertany a «02.GC - Poli-sulfarsenits» juntament amb els següents minerals: hatchita, wal·lisita, sinnerita, watanabeïta, quadratita, manganoquadratita, smithita, trechmannita, aleksita, kochkarita, poubaïta, rucklidgeïta, babkinita, saddlebackita, tvalchrelidzeïta i mutnovskita.

## Formació i jaciments
Va ser descoberta al dipòsit d'Àlxar, situat a la localitat de Rožden (Kavadarci, Macedònia del Nord). També ha estat descrita a la mina Zareh Shuran, situada al comtat de Takab (Azerbaidjan Occidental, Iran). Aquests dos indrets són els únics de tot el planeta on ha estat descrita aquesta espècie mineral.